# Desperate Souls, Dark City and the Legend of Midnight Cowboy
Desperate Souls, Dark City and the Legend of Midnight Cowboy ist ein US-amerikanischer Dokumentarfilm von Nancy Buirski aus dem Jahr 2022. Inspiriert von einem Sachbuch von Glenn Frankel, erkundet der Film das New York der 1960er-Jahre, vor dessen Hintergrund der Oscar-prämierte Spielfilm Asphalt-Cowboy (1969) des homosexuellen Regisseurs John Schlesinger entstand.
Der Film hatte seine Uraufführung am 1. September 2022 im Rahmen der Internationalen Filmfestspiele von Venedig.

## Inhalt
Der Film dokumentiert das New York Ende der 1960er-Jahre, vor dessen Hintergrund der Spielfilm Asphalt-Cowboy (Originaltitel: Midnight Cowboy) entstand. Es war der erste nicht-jugendfreie Film, der bei der Oscarverleihung 1970 den Preis in der Kategorie Bester Film gewinnen sollte und gilt heute als Klassiker des New Hollywood. Das Werk mit homosexuellem Subtext befasste sich mit den Themen männliche Prostitution und Straßenkriminalität. Die Hauptrollen wurden mit Dustin Hoffman als „Ratso“ Rizzo und Jon Voight als texanischem Cowboy und Gigolo Joe Buck besetzt. Der schwule Regisseur John Schlesinger hatte während der Dreharbeiten sein Coming-out, während hinter dem Drehbuch Waldo Salt stand, der während der McCarthy-Ära auf die Schwarze Liste gesetzt wurde. Asphalt Cowboy ebnete den Weg für eine Reihe düsterer New-York-Filme, die sich Erwachsenenthemen und komplexen Figuren widmeten. Desperate Souls, Dark City and the Legend of Midnight Cowboy stellt kein reines Making-of von Schlesingers Regiearbeit dar. Es rückt auch die Stadt New York in den Mittelpunkt, vor dem Hintergrund des wirtschaftlichen Zusammenbruchs, von sozialen Unruhen und kulturellen Umbrüchen inmitten der schwarzen Bürgerrechtsbewegung, der zweiten Welle der Frauen- sowie der LGBT-Bewegung zu jener Zeit.

## Hintergrund

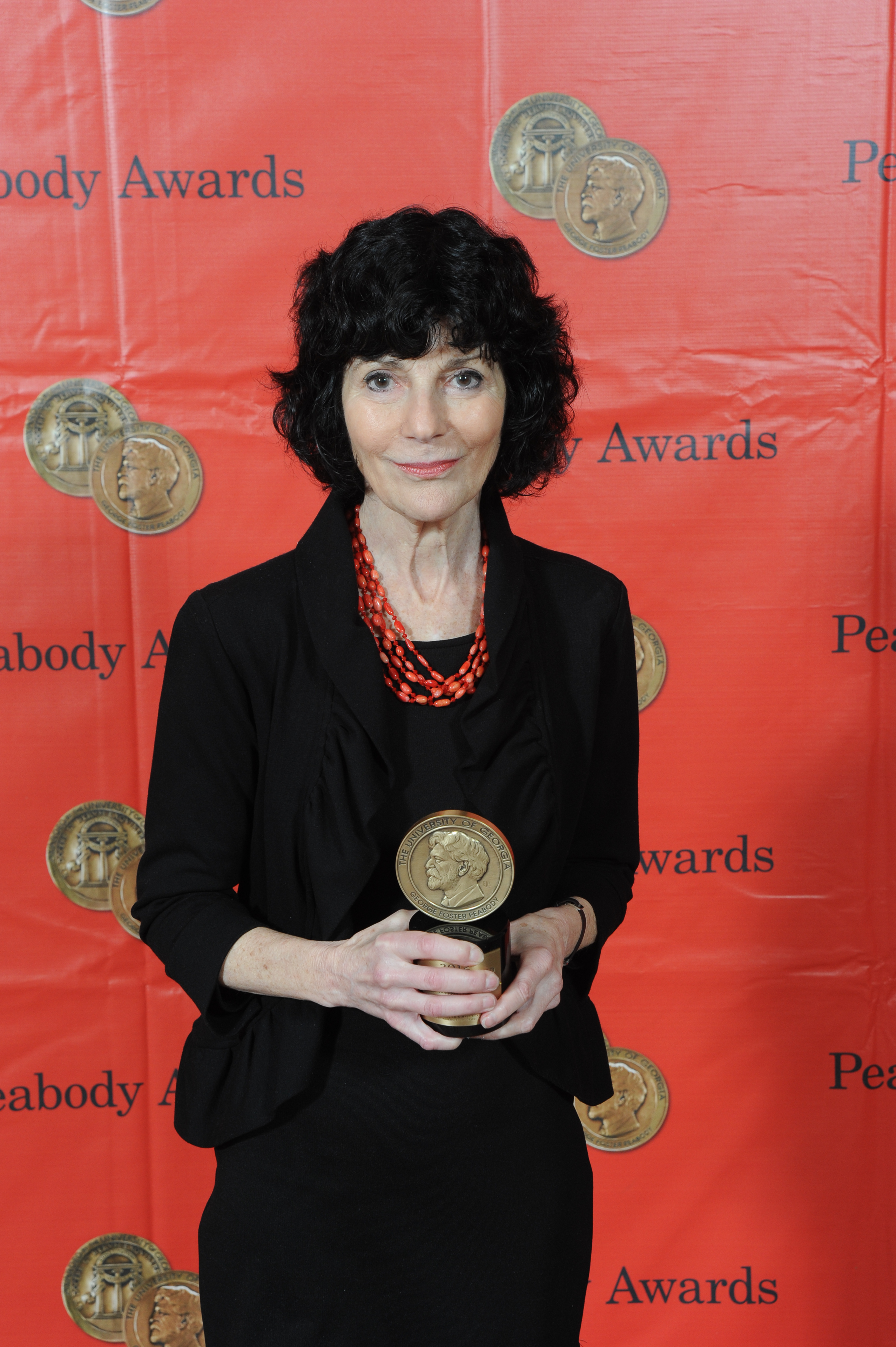
Nancy Buirski (2013)

Desperate Souls, Dark City and the Legend of Midnight Cowboy ist der sechste Dokumentarfilm der US-amerikanischen Regisseurin und Filmproduzentin Nancy Buirski. Sie ließ sich dabei von dem im Jahr 2021 erschienenen Sachbuch Shooting Midnight Cowboy inspirieren. Das Werk des US-amerikanischen Filmwissenschaftlers und Pulitzer-Preisträgers gelangte nach seinem Erscheinen auf die Bestsellerliste der New York Times und fand großes Lob seitens der englischsprachigen Literaturkritik. Buirski sicherte sich die Filmrechte an dem Buch mit ihrer Produktionsfirma Augusta Films und zeichnete für Regie, Drehbuch und als Produzentin verantwortlich. Weitere Produzenten an dem Film waren Susan Margolin, Simon Kilmurry und Claire L. Chandler. Das Projekt wurde Anfang Mai 2021 öffentlich.

## Veröffentlichung
Die Premiere von Desperate Souls, Dark City and the Legend of Midnight Cowboy soll am 1. September 2022 beim Filmfestival von Venedig erfolgen, wo Buirskis Regiearbeit eine Einladung in die offizielle Sektion Venezia Classici (Venice Classics) erhielt. Ebenfalls ist eine Präsentation im Oktober beim US-amerikanischen Hamptons International Film Festival (HIFF) geplant.
Ein regulärer Kinostart in den USA ist noch nicht bekannt.

## Auszeichnungen
Im Rahmen seiner Präsentation beim Filmfestival von Venedig ist Desperate Souls, Dark City and the Legend of Midnight Cowboy für den Dokumentarfilmpreis der Sektion Venezia Classici (Venice Classics) und für den Queer Lion nominiert.